# Agent spécial (film, 1995)
Pour les articles homonymes, voir Agent spécial.

Agent spécial (給爸爸的信, Gei ba ba de xin) est un film hongkongais réalisé par Corey Yuen, sorti le 2 mars 1995.

## Synopsis
Kung Wei est un agent spécial marié et père du jeune Siu. Après avoir réussi à arrêter un trafiquant de faux passeports anglais, il va être contraint par son chef d'infiltrer le gang de Po Kwong installé à Hong-Kong. Pour cela, il va devoir simuler une évasion avec Darkie, un homme de main de Ho, mais surtout s'éloigner de sa femme, gravement malade, et délaisser son fils. Se liant rapidement d'amitié avec Darkie, Wei travaille maintenant pour Ko et lors d'une affaire qui va très vite mal tourner, il va prendre en otage l'inspectrice Fong...

## Fiche technique
- Titre français : Agent spécial
- Titre : 給爸爸的信 (Gei ba ba de xin)
- Titre anglais : My Father Is a Hero
- Réalisation : Corey Yuen
- Scénario : Sandy Shaw (en), Wong Jing et Wai-Hung Chung
- Musique : James Wong-jim et Mark Lui Chung-tak
- Pays d'origine : Hong Kong
- Format : 35 mm, 1.85:1, couleur, Dolby Digital
- Genre : Action, espionnage, drame, thriller
- Durée : 104 minutes
- Dates de sortie :

 Hong Kong : 2 mars 1995
 France : 23 novembre 2010 (DVD)

## Distribution
- Jet Li (VF : Pierre-François Pistorio) : Kung Wei
- Anita Mui (VF : Déborah Perret) : Inspectrice Fong
- Miu Tse : Ku Kung
- Rongguang Yu (VF : Bruno Dubernat) : Po Kwong
- Collin Chou : Thug
- Bonnie Fu : Fu Yuk-Ching

## Récompenses
- Nomination pour le prix des meilleures chorégraphies (Corey Yuen et Tak Yuen), lors des Hong Kong Film Awards 1996.

## Autour du film
- À ne pas confondre avec My Father the Hero de Steve Miner (1994), remake américain de Mon père, ce héros de Gérard Lauzier (1991).